# Jean de La Fontaine
Jean de La Fontaine (8. července 1621, Château-Thierry – 13. dubna 1695, Paříž) byl francouzský spisovatel – bajkař a básník.

## Život
Jean de La Fontaine pocházel z měšťanské rodiny. Jeho otec byl dozorcem nad lesy a vodstvem u vévody de Bouillon. Po prvních studiích vstoupil do oratoriánského řádu, ale pro povahu nevhodnou k mnišskému životu z něj později vystoupil. V klášteře mnoho četl a seznámil se s díly významných spisovatelů (např. Platóna). V roce 1647 jej jeho otec oženil s Marií Héricart a později mu podstoupil svou práci. La Fontaine se ale po několika letech rozvedl a svou ženu a syna opustil. V Paříži se snažil uchytit jako spisovatel, což se mu nakonec více méně podařilo. K upevnění pozice mu pomohlo, že roku 1654 vydal vlastní zpracování díla Eunuch Publia Terentia Afera.

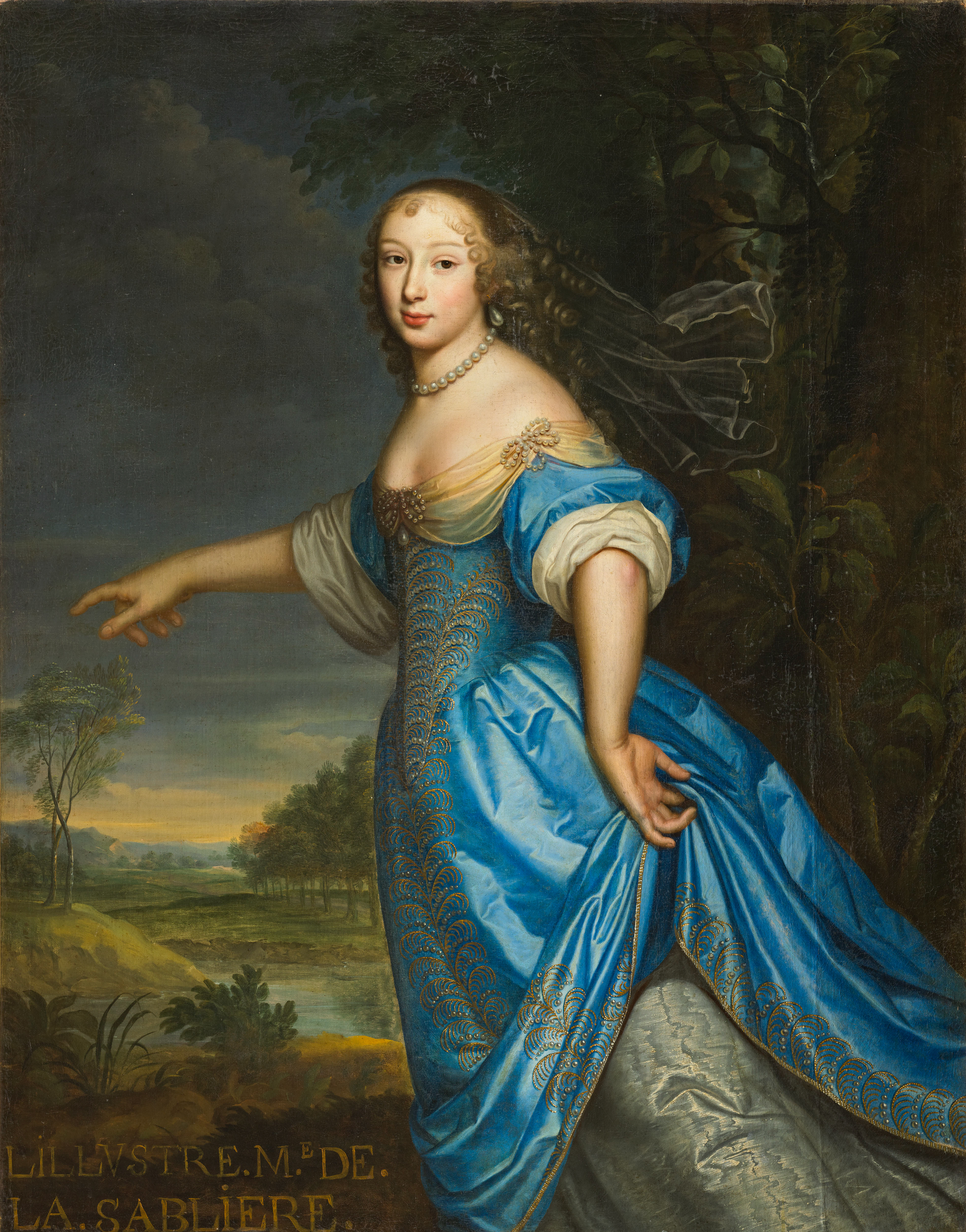
Marguerite Hessein de La Sablière, jedna z podporovatelek La Fontaina

V tomto období vstupuje do služeb Nicolase Fouqueta, generálního prokurátora francouzského parlamentu, od kterého získal roku 1657 penzi. Věnoval mu asi třicet básní svého díla a zůstal jeho věrným stoupencem i po jeho politickém pádu. To rychle vyvolalo nenávist jak u Colberta, tak u samotného Ludvíka XIV.
Velmi rád četl a scházel se s přáteli. Sám jako spisovatel dlouho nijak zvlášť nevynikal. Až v roce 1665 vydal první svazek svých pověstných Contes (Povídky), které vynikly svou frivolností a přinesly mu velký úspěch. Roku 1666 vydal druhý a roku 1667 třetí svazek. Tyto povídky údajně vznikaly na přání vévodkyně de Bouillon, která La Fontaina podporovala. Stejně jako vévodkyni de Bouillon využíval La Fontaine i jiné ženy (např. dámy de La Sablière a d’Hervart, či skandální Madame Ulrich).
V roce 1668 vyšlo prvních šest knih proslulých bajek. La Fontaine napsal celkem 245 bajek. Poslední, dvanáctá kniha bajek, byla vydána v roce 1694.

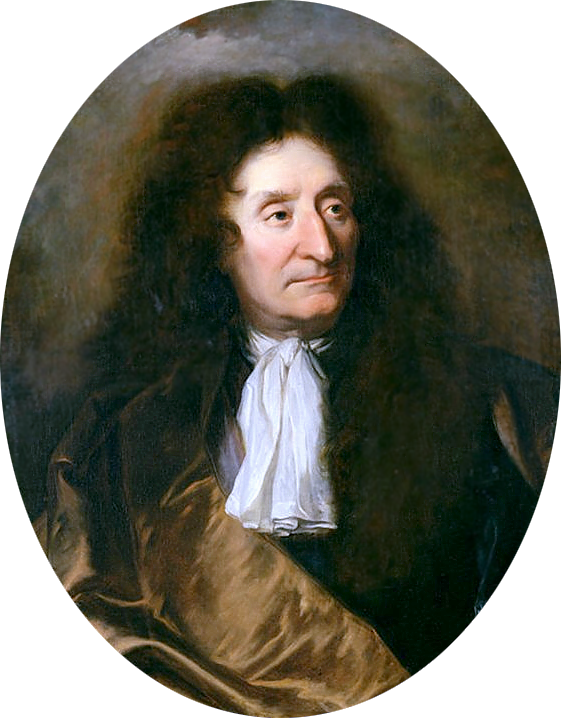
Spisovatel Jean de La Fontaine

V roce 1683 byl zvolen do Francouzské akademie (Académie française), avšak volba nebyla schválena králem. Teprve o rok později mu byla při nových volbách potvrzena a La Fontaine slíbil polepšení. Ve Francouzské akademii nahradil Colberta v jeho křesle. Své nové práci se věnoval excelentně a nevynechal ani jedno setkání akademiků. Ve svém díle Querelle des Anciens et des Modernes se jednoznačně staví na stranu konzervativních akademiků, kteří vášnivě chrání rigidní pravidla francouzského pravopisu. Svůj slib králi nedodržel, neboť ještě roku 1691 uveřejnil poslední svazek svých Contes a jeho život byl jednou velkou vlnou pohoršení a nemravnosti. Ke konci života psal (zřejmě ze strachu před smrtí) náboženské verše.
Byl pohřben na pařížském hřbitově Père Lachaise.

## Dílo

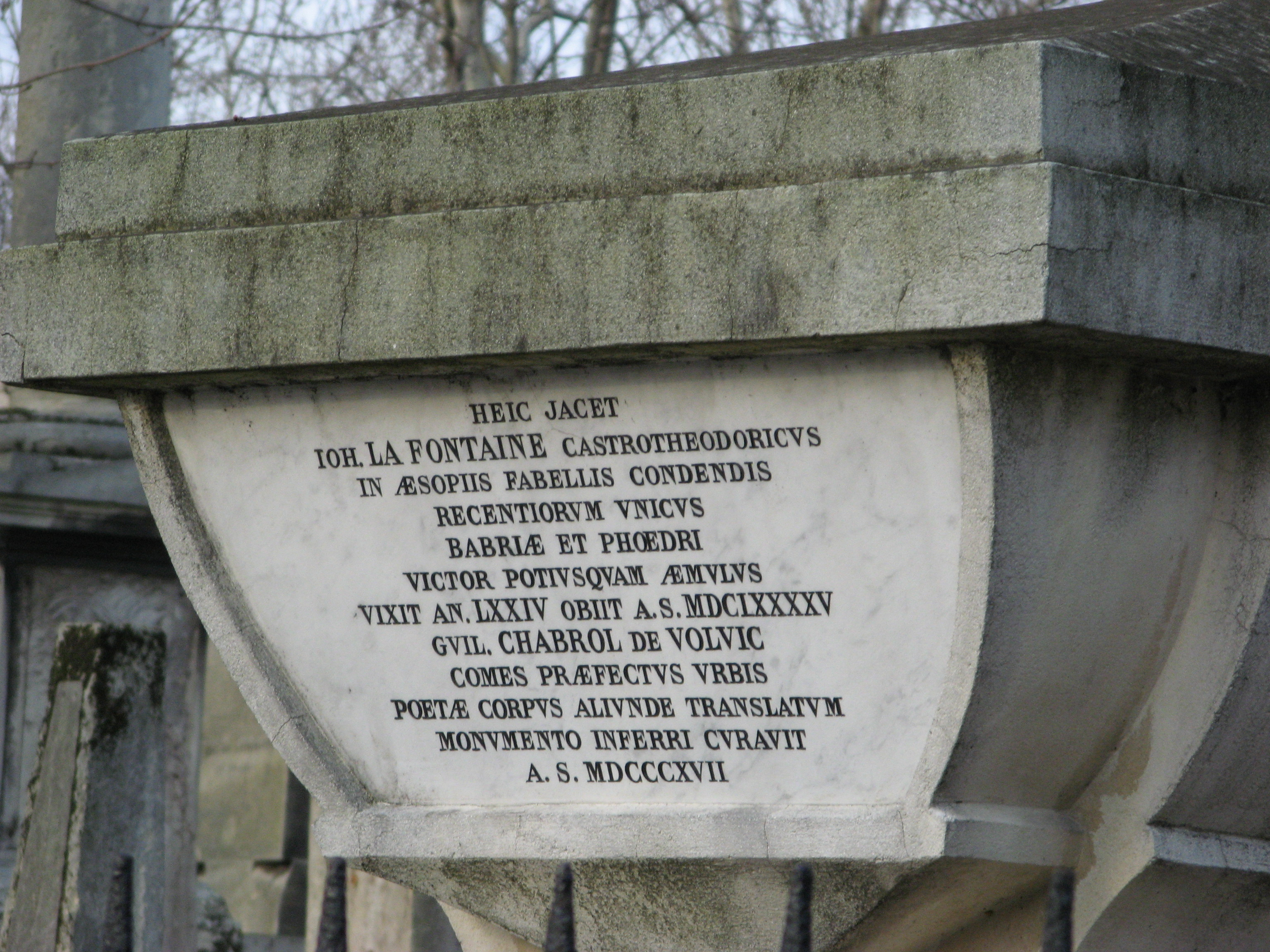
Jeho hrob na pařížském hřbitově Père Lachaise.

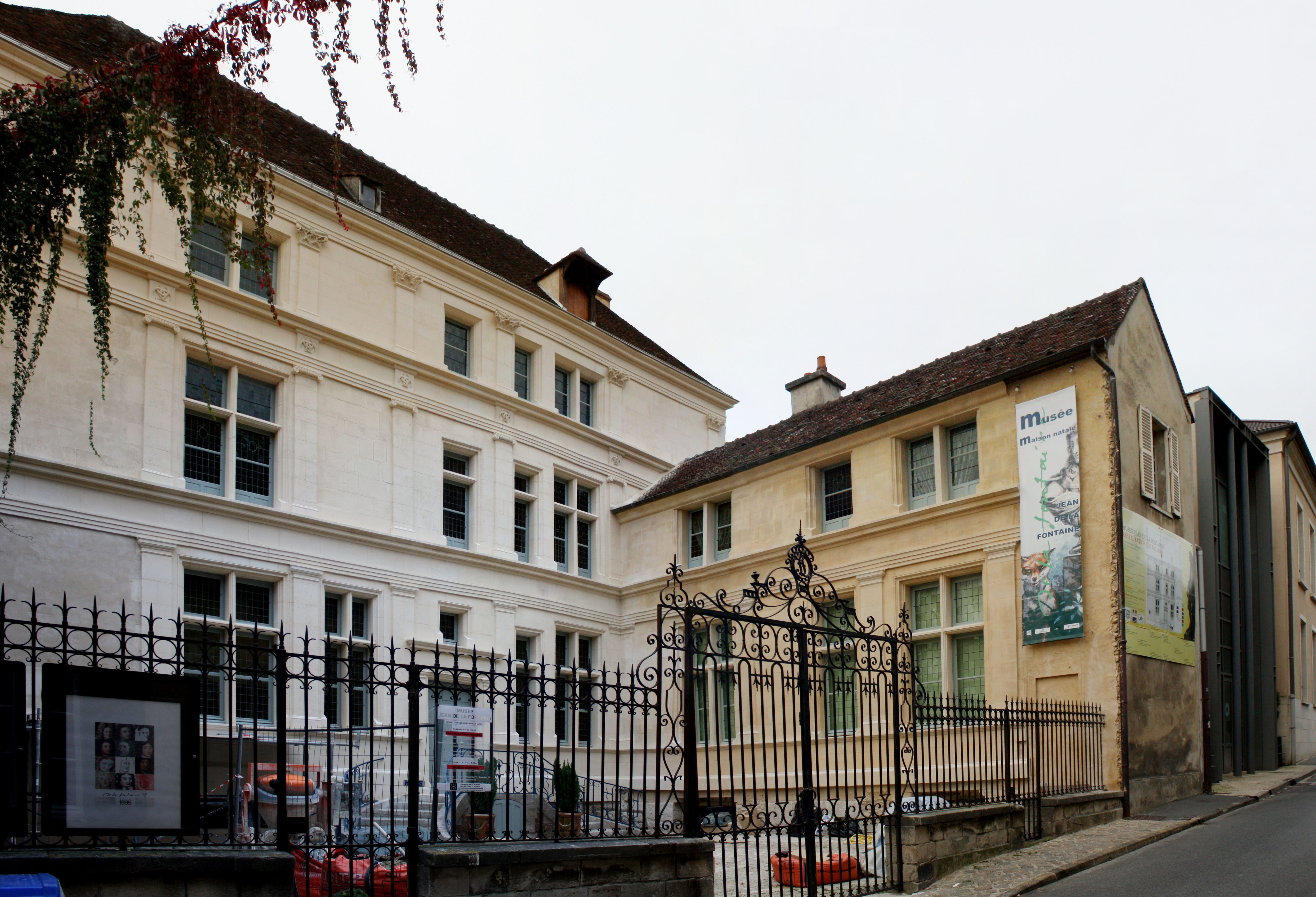
Musée Jean de la Fontaine (Château-Thierry, Francie)

Jedná se o snad nejznámějšího klasicistního básníka vůbec. Jeho bajky byly komponovány spíše jako malá dramata, která se vyznačovala výraznou alegoričností. Tento rys podával živý obraz francouzské společnosti 17. století. Stejně jako další klasicistní umělci, tak i La Fontaine čerpal svoji inspiraci u svých předchůdců, od Ezopa po středověké moralisty. Své bajky také často aktualizoval podle vývoje a potřeb společenské kritiky.
- 1654 Eunuque a překlad divadelní hry od Térence
- 1658 Dopis abatyši z Mouzon – Adonis
- 1659 Le Songe de Vaux
- 1659 až 1661 píše 26 básní, které věnuje Fouquetovi
- 1660 Les Rieurs du Beau Richard
- 1661 Pravděpodobně začíná psát Bajky
- 1662 Elegie údolním nymfám – Óda na krále (Elégie aux Nymphes de Vaux – Ode au Roi)
- 1664 Objevují se první dvě bajky
- 1665 Povídky a novely ve verších
- 1666 Povídky a novely ve verších (druhá část)
- 1668 Vybrané bajky vydány ve verších
- 1671 Povídky a novely ve verších (třetí část)
- 1674 Daphné – Nové povídky
- 1675 Florenčan (Le Florentin)
- 1678–1679 Vydání druhé sbírky Bajek (knihy VII až XI)
- 1683 Rendez-vous (ztracená divadelní hra)
- 1684 Rozprava s Madame de la Sablière – Liška, vlk a kůň
- 1685 Vydává 11 bajek a 5 nových povídek
- 1690 Odyseovi druzi (Les Compagnons d'Ulysse)
- 1694 Bajky, kniha XII